# ناور عبودي
ناور عبودي (بالعبرية: נאור עבודי‏) هو لاعب كرة قدم إسرائيلي في مركز الوسط، ولد في 17 يوليو 1993 في كريات شمونة في إسرائيل. لعب مع نادي هبوعيل إيروني كريات شمونة ونادي هبوعيل نوف هجليل.

## وصلات خارجية
- ناور عبودي على موقع قاعدة بيانات كرة القدم.إي يو (الإنجليزية)
- ناور عبودي على موقع Soccerway.com (الإنجليزية)